# Allium munzii
Allium munzii — вид трав'янистих рослин родини амарилісові (Amaryllidaceae), ендемік Каліфорнії, США.

## Опис
Цибулини, як правило, одиночні, яйцюваті, 1–1.5 × 0.8–1.4 см; зовнішні оболонки червонувато-коричневі, перетинчасті; внутрішні оболонки від блідо-коричневих до білих або рожевих. Листки стійкі, в'януть від кінчика в період цвітіння, 1; листові пластини циліндричні, 15–25 см × 0.5–1.5  мм. Стеблина стійка, одиночна, прямостійна, циліндрична, 15–35 см × 1–2.5 мм. Зонтик стійкий, прямостійний, компактний, 10–35-квітковий, півсферичний, цибулинки невідомі. Квіти дзвінчасті, 6–8 мм; листочки оцвітини прямостійні, білі з зеленуватими серединними жилками на плодах стають від темно-рожевих до червоних, від яйцюватих до майже круглих, ± рівні, краї від цілих до тонкозубчастих, верхівка тупа (рідко гостра). Пиляки жовті; пилок жовтий. Насіннєвий покрив тьмяний. 2n = 14.
Період цвітіння: квітень — середина травня.

## Поширення
Ендемік Каліфорнії, США.
Населяє глинистий ґрунт на трав'янистих схилах, під охороною; 400—900 м.